# Angina de Prinzmetal
L'angina de Prinzmetal o angina variant de Prinzmetal és un trastorn cardíac caracteritzat per una angina de pit (dolor de pit) causada per l'estrenyiment transitori d'una artèria coronària causada per la contracció del múscul llis de la seva paret. Te lloc característicament de matinada, i no necessàriament està associada a l'esforç. Va ser descrita el 1959 pel cardiòleg estatunidenc Myron Prinzmetal (1908-1987).

## Epidemiologia
Aquest trastorn te lloc en aproximadament en un 2% dels pacients amb angina de pit, amb una prevalença major en les dones que no pas en els homes entre les edats de 40 a 50 anys. El fumar cigarrets, l'alcohol i la cocaïna són els factors de risc més importants.

## Causes
És un tipus d'oclusió arterial que no està relacionada amb l'ateroesclerosi. Està associat amb espasmes de la musculatura que embolica a l'artèria coronària, una artèria que irriga al cor, fent que aquesta s'estrenyi, disminuint o detenint temporalment el flux sanguini que nodreix al cor.

## Símptomes
Els símptomes en general tenen lloc entre la mitjanit i les 8 del matí, en repòs, i no amb esforç, a diferència de l'angina típica. Si existeix ateroesclerosi concomitant, és en general lleu o almenys no en proporció al grau dels símptomes.

## Diagnòstic
L'examen més comú és l'angiografia coronària, injectant agents químics (ergonovina, metilergonovina o acetilcolina) en l'artèria coronària per que provoquin un espasme. L'aparició d'espasmes exagerats confirmen el diagnòstic de la síndrome de Prinzmetal.
Amb freqüència s'observen canvis específics en el ECG, per exemple, un desnivell del segment ST (elevat més freqüent que invertit). Algunes dels enzims cardíacs com la creatina-cinasa i la troponina I poden estar elevades, si la isquèmia provoca dany en el miocardi. Ocasionalment es fan altres exàmens com un ecocardiograma.

## Tractament
El diagnòstic i tractament primerencs prevenen esdeveniments més greus, com un infart, i fins i tot una mort sobtada. L'angina de Prinzmetal típicament respon als nitrats i als bloquejadors dels canals de calci. Estan contraindicats els betabloquejants, perquè poden induir un vasoespasme.